# Jaworzno (stacja kolejowa)
Jaworzno – zlikwidowana stacja kolejowa w śródmieściu Jaworzna, w województwie śląskim. Znajdowała się na nasypie dzisiejszej ul. Jana Pawła II (obwodnica miasta) przy zbiegu ul. Kolejowej i ul. Towarowej, usytuowana była na kilometrze 6,348 dawnej linii kolejowej nr 126. Jaworzno Szczakowa – Bolęcin, między przystankiem Jaworzno Azot a przystankiem Jaworzno Niedzieliska. Stacja obsługiwała zasadniczo pociągi towarowe do miejscowych kopalni i zakładów przemysłowych. Na stacji prowadzony był również ruch lokalnych pociągów pasażerskich w relacjach Jaworzno Szczakowa – Bolęcin – Spytkowice – Wadowice – Sucha Beskidzka.
Ruch pasażerski został zawieszony w 1981 roku. W późniejszych latach była to stacja postojowa obsługująca Kopalnię Jaworzno – Szyb „Kościuszko” (do momentu jej likwidacji) oraz Zakład Górniczy „Sobieski”.
Budynek dworca został wybudowany w 1904 r. Rozebrany w 2012 r. niedługo po tym, jak na terenie dawnej równi stacyjnej powstała obwodnica miasta (DK 79). Stacja kolejowa jako posterunek ruchu została zlikwidowana w 2002 r.